# Нове (Дніпровський район)
Нове — село в Україні, у Миколаївській сільській громаді Дніпровського району Дніпропетровської області. Населення за переписом 2001 року становить 64 особи.

## Географія
Село Нове розташоване в степу на південь від Таромського і на північ від Шевченко і на захід від міста Дніпро, і є його передмістям. Поблизу села протікає струмок Балка Гола  із загатами. Місцевість Нового мальовнича біля двох ставків.
У безпосередній близькості північніше проходить траса М30 (E50) Дніпро-Кривий Ріг.

## Сьогодення
У селі навчальне господарство  Дніпровського державного аграрно - економічного університету. У селі велику територію займає дачна забудова мешканців Дніпра.

## Населення

### Мова
Розподіл населення за рідною мовою за даними перепису 2001 року:
| Мова       | Кількість | Відсоток |
| ---------- | --------- | -------- |
| українська | 54        | 84.38%   |
| російська  | 9         | 14.06%   |
| вірменська | 1         | 1.56%    |
| Усього     | 64        | 100%     |